# Montù Beccaria
Pour les articles homonymes, voir Beccaria.
Montù Beccaria est une commune italienne de la province de Pavie, dans la région Lombardie. La ville compte environ 1 800 habitants.

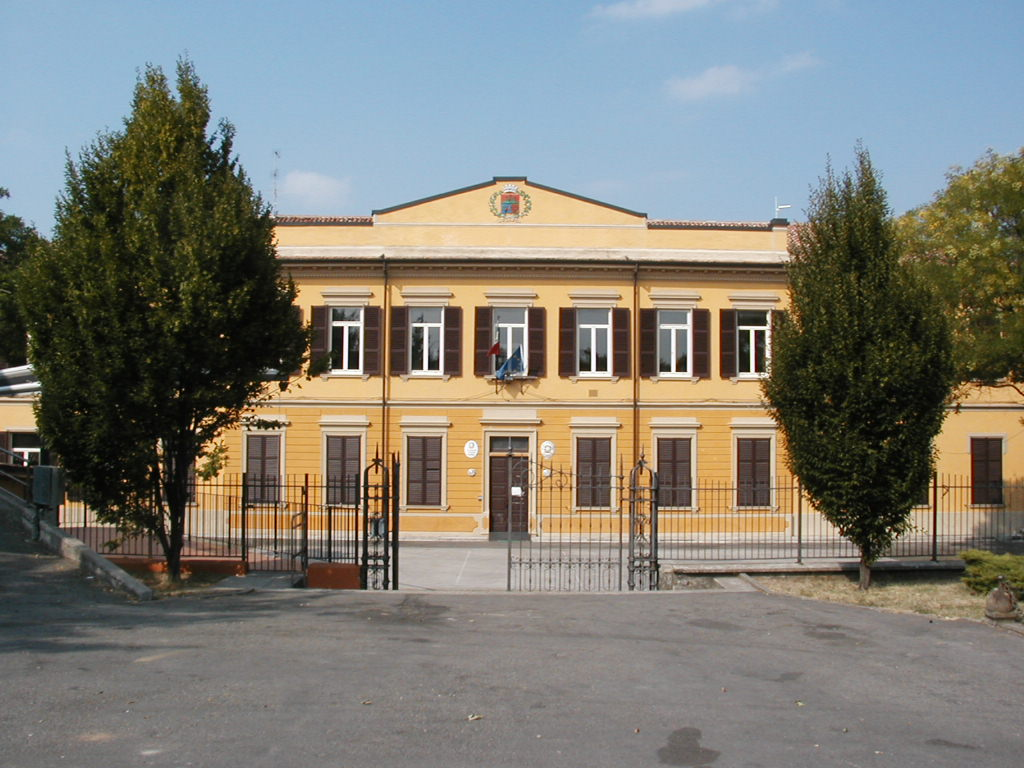
L'école de Montù Beccaria.

## Administration
| Période                                  | Période | Identité              | Étiquette | Qualité |
| ---------------------------------------- | ------- | --------------------- | --------- | ------- |
|                                          |         | Amedeo Pietro Quaroni |           |         |
| Les données manquantes sont à compléter. |         |                       |           |         |

### Communes limitrophes
Bosnasco, Canneto Pavese, Castana, Montescano, Rovescala, San Damiano al Colle, Santa Maria della Versa, Stradella, Zenevredo.